# Дамьянович, Деян (1981)
Деян Дамьянович (черног. Дејан Дамјановић; 27 июля 1981, Мостар, СФРЮ) — черногорский футболист, нападающий клуба «Сувон Самсунг Блюуингз». Выступал за национальную сборную Черногории.

## Карьера
Первым профессиональным клубом игрока был «Синджелич». Первый раз за команду вышел в 1998 году. В том сезоне Дамьянович сыграл 21 игру и забил 6 мячей. Первые 10 лет своей карьеры играл в Сербии, только в 2006 году был арендован «Бежанией» в «Аль-Ахли» из Саудовской Аравии.
С 2007 года играл в Южной Корее за «Инчхон Юнайтед» и «Сеул», забил более 100 голов, был неоднократным чемпионом и призёром чемпионата. В 2011 году стал лучшим бомбардиром чемпионата Кореи с 23 голами, в 2012 году установил бомбардирский рекорд, забив 31 гол, в 2013 году в третий раз подряд стал лучшим снайпером. В 2007, 2008 и 2009 годах занимал вторые места в споре бомбардиров. В 2014—2015 годах выступал в Китае. В 2016 году вернулся в южнокорейский «Сеул», а в 2018 году перешёл в «Сувон Самсунг Блюуингз».
Несмотря на то, что родился в Боснии, а значительную часть карьеры провёл в Сербии, на международном уровне решил представлять сборную Черногории. Дебютировал в составе сборной 16 октября 2008 года в игре против Италии. Выступал за сборную до 2015 года, сыграл 30 матчей и забил 8 голов.

## Достижения
- Чемпион Южной Кореи: 2010, 2012, 2016
- Вице-чемпион Южной Кореи: 2008
- Лучший бомбардир чемпионата Южной Кореи: 2011 (23 гола), 2012 (31 гол), 2013 (19 голов)
- Обладатель Кубка К-лиги: 2010
- Вице-чемпион Китая: 2014
- Финалист Лиги чемпионов АФК: 2013